# Walter McFadden
Walter McFadden Jr. (Hollywood, 21 gennaio 1987) è un giocatore di football americano statunitense che gioca per i Pittsburgh Steelers della National Football League.
È il fratello più giovane del cornerback Bryant McFadden.

## Carriera universitaria
Ha giocato con gli Auburn Tigers, squadra rappresentativa dell'Università di Auburn.

## Carriera professionistica

### Oakland Raiders
Al draft NFL 2010 è stato selezionato dai Raiders come 138a scelta. Il 12 luglio 2010 ha firmato un contratto di 4 anni. Il 26 settembre 2010 ha debuttato nella NFL giocando contro gli Arizona Cardinals indossando la maglia numero 22.
Nelle poche apparizioni ha fatto vedere ben poco giocando soprattutto come cornerback. Ha saltato ben 4 partite per un infortunio al muscolo posteriore della gamba.
Il 3 settembre 2011 è stato svincolato.

### Jacksonville Jaguars
Il 18 ottobre ha firmato con la squadra di pratica dei Jaguars.

### Cincinnati Bengals
Piccola parentesi con i Bengals.

### Pittsburgh Steelers
Il 20 gennaio 2012 ha firmato con gli Steelers.

## Vittorie e premi
Nessuno.

## Statistiche
| Partite totali             | 4 |
| Partite totali da titolare | 0 |
| Tackle totali              | 5 |
| Intercetti fatti           | 0 |
| Fumble forzati             | 0 |
| Fumble recuperati          | 0 |